# Arthur Surmont de Volsberghe
Arthur Henri Marie Ghislain Surmont de Volsberghe (Gent, 5 oktober 1837 – Sint-Denijs-Westrem, 30 oktober 1906) was een Belgisch politicus voor de Katholieke Partij.

## Levensloop
Arthur Surmont was de zoon van Henri Surmont (1812-1887) en van Octavie de Ghellinck (1817-1901). Jonkheer Henri Surmont verkreeg in 1843 de bij eerstgeboorte erfelijke baronstitel en de toelating om de Volsberghe aan zijn naam toe te voegen.
Arthur Surmont trouwde in 1865 in Ieper met Marie de Gheus (1842-1896). Ze hadden twee zoons die ongehuwd bleven en vier dochters van wie er drie trouwden:
- Marie-Antoinette (1869-1957) met Alberic de Pierpont Surmont de Volsberghe (1861-1929), senator en burgemeester van Namêche, op wie de naam en de baronstitel werden overgedragen
- Madeleine (1875-1949) met graaf Joseph-Marie de Hemptinne (1859-1942), burgemeester van Sint-Denijs-Westrem
- Jeanne (1879-1961) met graaf Charles de Hemptinne (1876-1966). Zij was de laatste Surmont de Volsberghe.

## Politieke loopbaan
- 1866 - 1879: gemeenteraadslid in Voormezele
- 1872 - 1878: provincieraadslid en bestendig afgevaardigde van West-Vlaanderen
- 1878 - 1904: senator voor het arrondissement Ieper, vervolgens voor het arrondissement Ieper-Veurne en ten slotte provinciaal senator
- 1891 - 1900: gemeenteraadslid en burgemeester van Ieper
- 1900 - 1902: minister van nijverheid en arbeid in de regering-De Smet de Naeyer II

In 1903 kwam hij in heftig conflict met bisschop Waffelaert aan wie hij verweet zijn tegenstanders binnen de Ieperse katholieke associatie, waar hij voorzitter van was, onderduims te steunen. Hij kreeg een afkeer van de politiek, nam ontslag en verliet Ieper.